# Port lotniczy Wilno
Międzynarodowy port lotniczy Wilno (lit. Tarptautinis Vilniaus oro uostas, kod IATA: VNO, kod ICAO: EYVI) – międzynarodowe lotnisko w Wilnie, na Nowym Świecie, 6 km na południe od Starego Miasta; największy port lotniczy Litwy, w 2018 obsłużył 4 922 949 pasażerów.

## Historia

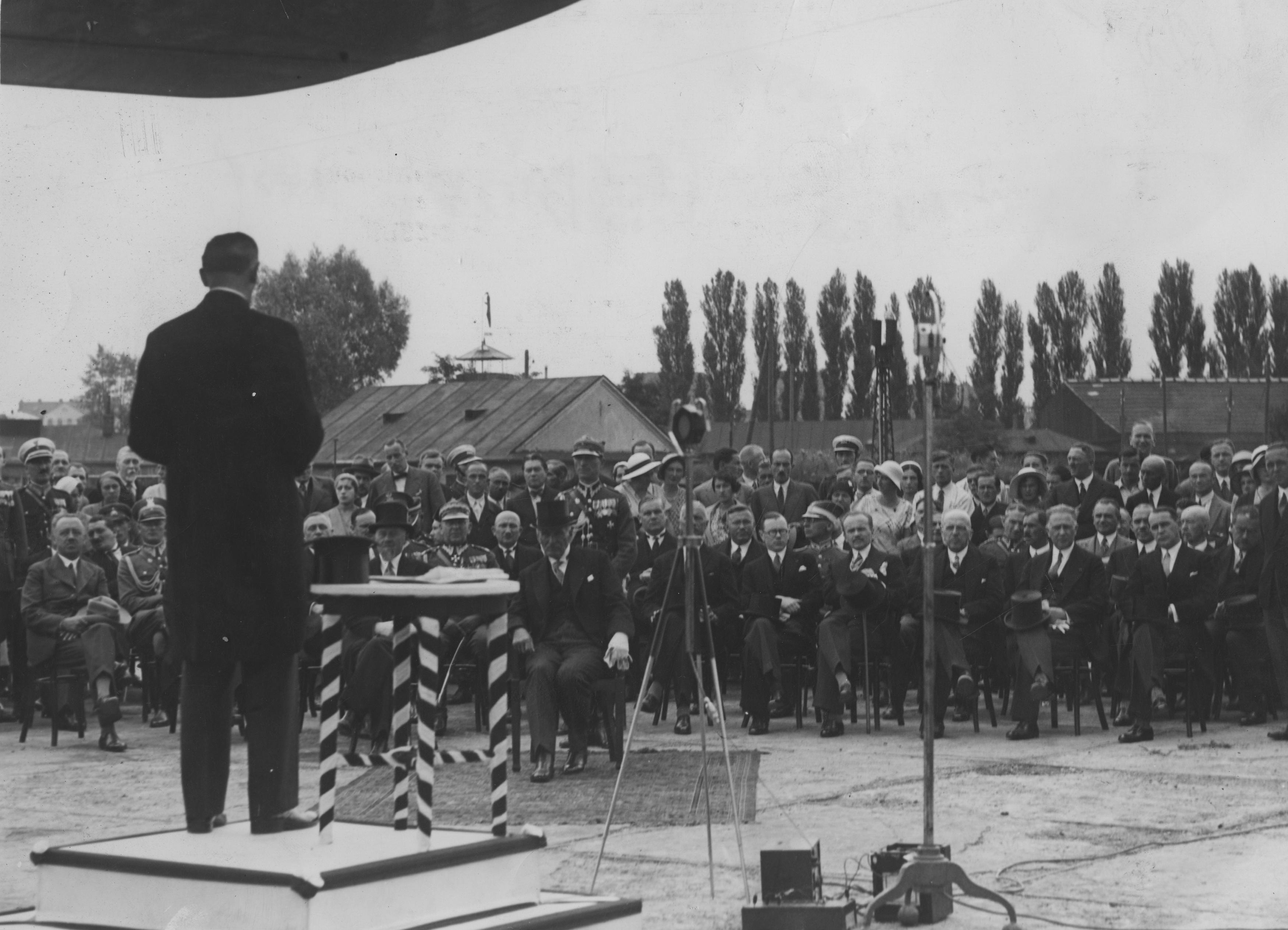
Otwarcie linii lotniczej Warszawa-Wilno-Ryga-Tallin w dniu 17 sierpnia 1932 roku

Działalność komunikacyjną port lotniczy Wilno-Porubanek rozpoczął 17 sierpnia 1932. Otwarto wówczas linię lotniczą Warszawa-Wilno-Ryga-Tallin. Uczestnikami uroczystości byli m.in. prezydent Ignacy Mościcki, premier Aleksander Prystor, marszałek sejmu Kazimierz Świtalski, marszałek senatu Władysław Raczkiewicz, naczelnik państwa Estonii Karol Einbund, minister komunikacji Alfons Kühn, wiceminister komunikacji Witold Czapski, wiceminister spraw wojskowych gen. dyw. Kazimierz Fabrycy, szef Gabinetu Wojskowego Prezydenta RP płk Jan Głogowski, sekretarz marszałka senatu Aleksander Mohl, poseł RP Konrad Libicki, dyrektor PLL LOT Wacław Makowski, sekretarz PLL LOT Stanisław Wilczyński.
27 sierpnia 1934 roku miała miejsce katastrofa samolotu aeroklubu wileńskiego pilotowanego przez Franciszka Wasilewskiego. Po dwukrotnym okrążeniu lotniska, na wysokości ok. 100 metrów, samolot przechylił się na bok, a następnie runął na ulicę Żwirki i Wigury w pobliżu lotniska. Pilot poniósł śmierć na miejscu..
Porubanek to nazwa sąsiadującej wówczas z lotniskiem wsi (obecnie dzielnica Kirtimai). Przed II wojną światową lotnisko Porubanek obsługiwało ruch krajowy do Warszawy, jak i zagraniczny do Rygi, a od 15 kwietnia 1939 również do Kowna. Podczas wojny było wykorzystywane jako lotnisko wojskowe. Wznowiło działalność cywilną 17 lipca 1944 roku.

## Terminal
Lotnisko jest godne uwagi ze względu na budynek terminala przylotów z lat 50. Jest to standardowy wzór radzieckich terminali lotniskowych, pierwotnie przeznaczonego na lotnisko do 20 operacji lotniczych dziennie. Na zewnątrz, ozdobiony rzeźbami żołnierzy, pracowników i pilotów, a wewnętrzne ściany i sufity wyposażone w wieńce, liście laurowe i gwiazdy, i do początku lat 90, radziecki sierp i młot, stanowi typowy wystrój dla sowieckich budynków publicznych wczesnych lat powojennych.
W listopadzie 2007 otwarto nowy budynek terminalu dla poprawy zdolności i zaplecza lotniska, jest on zgodny z wymogami umowy z Schengen. Przepustowość pasażerów terminalu wzrosła, jakość obsługi pasażerów została poprawiona i wprowadzono bardziej rygorystyczne środki ochrony lotnictwa. Nowy obszar terminalu ma powierzchnię 3462 m². Jest wyposażony w 6 rękawów lotniczych, nowoczesny sprzęt odprawy pasażerów, nowe usługi i sklepy wolnocłowe zostały otwarte, jak i salonik biznesowy i VIP Lounge.

## Linie lotnicze i połączenia
| Linia lotnicza                | Kierunek |
| ----------------------------- | --- |
| Aegean Airlines               | 1. Ateny |
| Air Baltic                    | 1. Amsterdam 2. Berlin 3. Dusseldorf (od 31 października 2024) 4. Hamburg 5. Kiszyniów (wznowione 2 kwietnia 2025) 6. Kraków 7. Lizbona 8. Malaga 9. Monachium 10. Paryż-Charles de Gaulle 11. Praga (od 30 marca 2025) 12. Ryga 13. Tallinn 14. Tel Awiw (od 30 marca 2025) Sezonowo: 1. Dubaj 2. Dubrownik 3. Gran Canaria 4. Heraklion 5. Ibiza (od 5 czerwca 2025) 6. Nicea 7. Oslo-Torp (od 29 października 2024) 8. Palma de Mallorca 9. Rodos (od 2 kwietnia 2025) 10. Teneryfa-Południe 11. Tirana (od 3 czerwca 2025) 12. Turyn 13. Walencja (od 16 kwietnia 2025) |
| Austrian Airlines             | 1. Wiedeń |
| Avion Express                 | Sezonowe czartery: 1. Antalya 2. Barcelona 3. Burgas 4. Katania 5. Enfidha 6. Faro 7. Madera 8. Gazipaşa 9. Heraklion 10. Hurghada 11. Lamezia Terme 12. Malaga 13. Rodos 14. Szarm el-Szejk 15. Teneryfa-Południe 16. Tivat 17. Warna |
| Brussels Airlines             | 1. Bruksela |
| Buzz                          | Sezonowe czartery: 1. Tirana |
| Enter Air                     | Sezonowe czartery: 1. Madera |
| Finnair                       | 1. Helsinki |
| Freebird Airlines             | Sezonowe czartery: 1. Antalya |
| GetJet Airlines               | Sezonowe czartery: 1. Antalya 2. Batumi 3. Bodrum 4. Burgas 5. Korfu 6. Gazipaşa 7. Heraklion 8. Hurghada 9. Lamezia Terme 10. Palma de Mallorca 11. Patras 12. Rodos 13. Szarm el-Szejk 14. Teneryfa-Południe 15. Warna |
| Heston Airlines               | Sezonowe czartery: 1. Antalya 2. Enfidha 3. Heraklion 4. Hurghada 5. Szarm el-Szejk 6. Tivat |
| LOT                           | 1. Londyn-City 2. Warszawa-Chopin Sezonowe czartery: 1. Kawala |
| Lufthansa                     | 1. Frankfurt |
| Norwegian Air Shuttle         | 1. Oslo-Gardermoen Sezonowo: 1. Sztokholm-Arlanda |
| Play                          | Sezonowo: 1. Reykjavik |
| Ryanair                       | 1. Barcelona 2. Paryż-Beauvais 3. Bergamo 4. Berlin 5. Brema 6. Eindhoven 7. Londyn-Luton 8. Londyn-Stansted 9. Malta 10. Norymberga 11. Oslo-Gardermoen 12. Rzym-Ciampino (od 29 października 2024) 13. Tel Awiw 14. Treviso 15. Turyn 16. Wiedeń Sezonowo: 1. Ateny 2. Billund 3. Korfu 4. Dublin 5. Frankfurt-Hahn 6. Rzym-Fiumicino 7. Sztokholm-Arlanda 8. Warna |
| Scandinavian Airlines System  | 1. Kopenhaga 2. Sztokholm-Arlanda |
| SkyUp Airlines                | Sezonowe czartery: 1. Antalya 2. Hambantota 3. Heraklion 4. Hurghada 5. Szarm el-Szejk |
| Smartwings                    | Sezonowe czartery: 1. Marsa Alam 2. Zakintos |
| SunExpress                    | Sezonowe czartery: 1. Antalya |
| Swiss International Air Lines | 1. Zurych |
| Turkish Airlines              | 1. Stambuł Sezonowe czartery: 1. Antalya |
| Wizz Air                      | 1. Barcelona 2. Paryż-Beauvais 3. Dortmund 4. Eindhoven 5. Kutaisi 6. Larnaka 7. Londyn-Luton 8. Malaga 9. Mediolan-Malpensa 10. Reykjavik-Keflavík 11. Rzym-Ciampino 12. Tel Awiw Sezonowo: 1. Grenoble 2. Oslo-Torp 3. Split |

### Cargo
| Linia lotnicza         | Kierunek            |
| ---------------------- | ------------------- |
| DHL Aviation           | 1. Lipsk 2. Ryga    |
| Turkish Airlines Cargo | 1. Stambuł 2. Praga |

## Statystyki
| Rok             | Pasażerów | Zmiana  | Operacje |
| --------------- | --------- | ------- | -------- |
| 2006            | 1 451 468 | +13,2%  | 29 347   |
| 2007            | 1 717 222 | +18,3%  | 32 840   |
| 2008            | 2 048 439 | +19,3%  | 37 839   |
| 2009            | 1 308 632 | −36,1%  | –        |
| 2010            | 1 373 859 | +4,98%  | 26,106   |
| 2011            | 1 712 467 | +24,7%  | 27 703   |
| 2012            | 2 208 099 | +28,94% | 29 995   |
| 2013            | 2 661 869 | +20,55% | 32 778   |
| 2014 (Czerwiec) | 1 349 230 | +11,15% | 17 717   |
| 2019            | 5 000 000 | –       | 47 000   |
| 2021            | 1 899 000 | -62%    | 25 316   |
| 2022            | 3 916 000 | +106,2% | 36 693   |

## Dojazd

### Pociąg

Stacja kolejowa Wilno Lotnisko

Bezpośrednie połączenia kolejowe między lotniskiem ("Oro uostas" na rozkładach) i centralnym dworcem rozpoczęto w październiku 2008 roku. Odległość z lotniska do Dworca Centralnego wynosi 4,3 km, podróż trwa 7 minut. Jest to najszybszy sposób, aby dotrzeć na lotnisko z centrum miasta. Pociągi kursują codziennie od 5:45 do 21:10. Przerwy między kursami wynosi od 37 minut w godzinach szczytu do 1 h 31 minut poza godzinami szczytu.

### Autobus

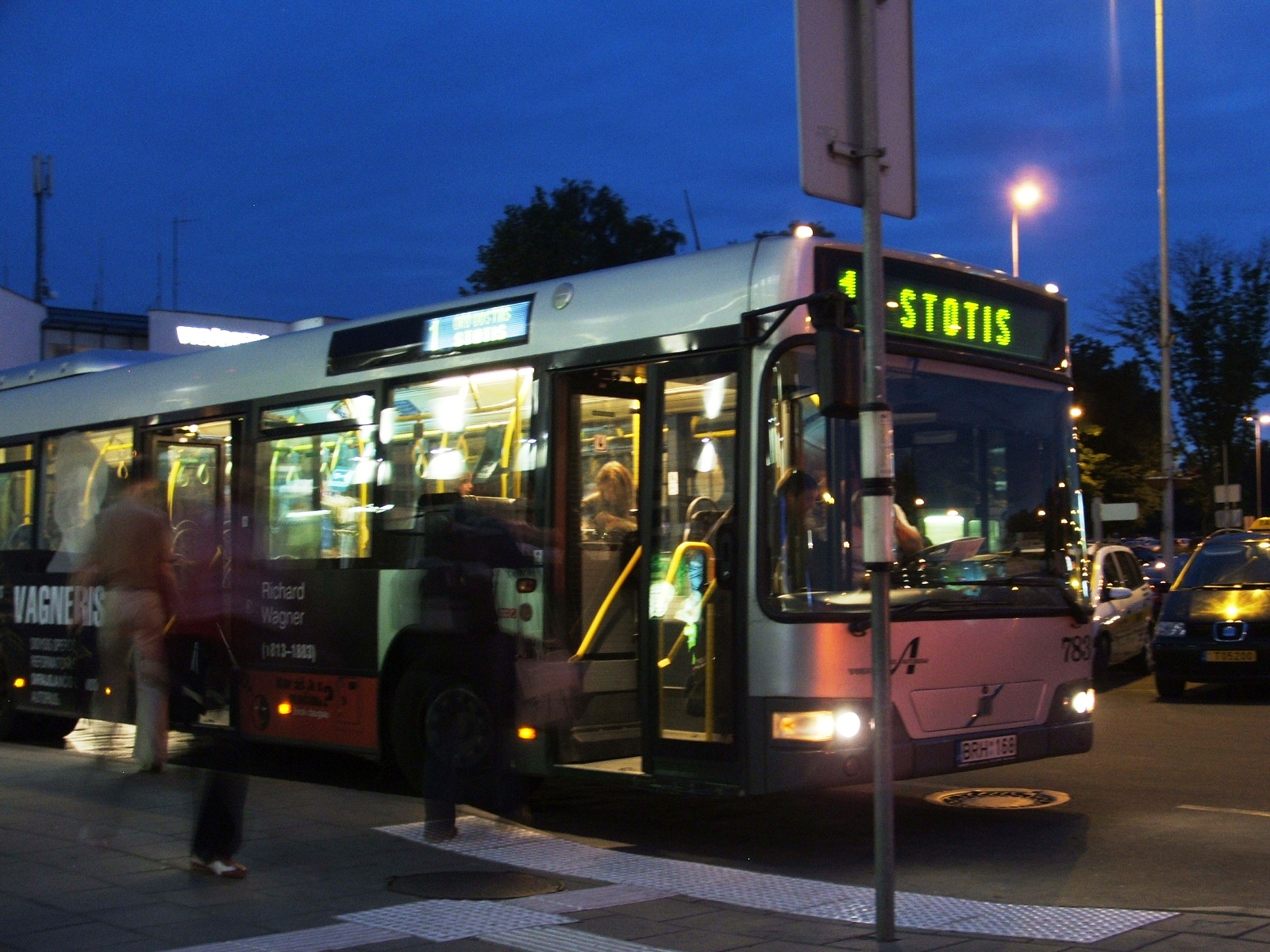
Autobus łączący lotnisko z centrum miasta

Autobusy łączą lotnisko z głównym dworcem kolejowym w Wilnie, centrum miasta i północną częścią miasta. Bezpośrednie międzymiastowe linie ekspresowe działają z lotniska do Kłajpedy i Rygi (poprzez Poniewież i Bauska).
| Środki transportu na Lotnisko Wilno | Środki transportu na Lotnisko Wilno | Środki transportu na Lotnisko Wilno | Środki transportu na Lotnisko Wilno                                           | Środki transportu na Lotnisko Wilno | Środki transportu na Lotnisko Wilno                                                                             | Środki transportu na Lotnisko Wilno | Środki transportu na Lotnisko Wilno |
| Rodzaj                              | Operator                            | Numer                               | Trasa                                                                         | Rozkład jazdy                       | Uwagi |                                     |                                     |
| ----------------------------------- | ----------------------------------- | ----------------------------------- | ----------------------------------------------------------------------------- | ----------------------------------- | --- | ----------------------------------- | ----------------------------------- |
| Bus                                 | Vilniaus Viešasis Transportas       | 3G                                  | Lotnisko – centrum miasta – Szeszkinia – Fabianiszki                          | www.stops.lt                        | Ekspresowy. Ograniczone przystanki.                                                                             |                                     |                                     |
|                                     | Vilniaus Viešasis Transportas       | 1                                   | Lotnisko – ul. F.Vaitkaus – Dworzec Centralny                                 | www.stops.lt                        | |                                     |                                     |
|                                     | Vilniaus Viešasis Transportas       | 2                                   | Lotnisko – ul. F.Vaitkaus – Dworzec Centralny – ul. Vikingų – Lotnisko        | www.stops.lt                        | |                                     |                                     |
|                                     | Vilniaus Viešasis Transportas       | 4                                   | Kirtimai – Lotnisko (przystanek Rodiūnios kelias) – Dworzec Centralny         | www.stops.lt                        | Przystanek "Rodiūnios kelio" jest położony przy hotelu lotniskowym, około 5 minut pieszo od terminala przylotów |                                     |                                     |
|                                     | Vilniaus Viešasis Transportas       | 88                                  | Lotnisko – Centrum miasta – Stare Miasto – Zarzecze – Centrum handlowe Europa | www.stops.lt                        | |                                     |                                     |
|                                     | TOKS                                | --                                  | Lotnisko – Dworzec Centralny                                                  | www.toks.lt                         | |                                     |                                     |
|                                     | Keleivių.lt                         | --                                  | Kłajpeda – Port lotniczy Wilno                                                | www.keleiviu.lt                     | |                                     |                                     |
|                                     | Ollex                               | --                                  | Port lotniczy Wilno – Kłajpeda                                                | www.ollex.lt                        | |                                     |                                     |
|                                     | FLYBUS                              | --                                  | Lotnisko – Poniewież – Bauska – Ryga (Łotwa)                                  | www.flybus.lv                       | |                                     |                                     |
| Pociąg                              | Lietuvos Geležinkeliai              | --                                  | Lotnisko – Dworzec Centralny                                                  | www.litrail.lt                      | |                                     |                                     |

## Galeria

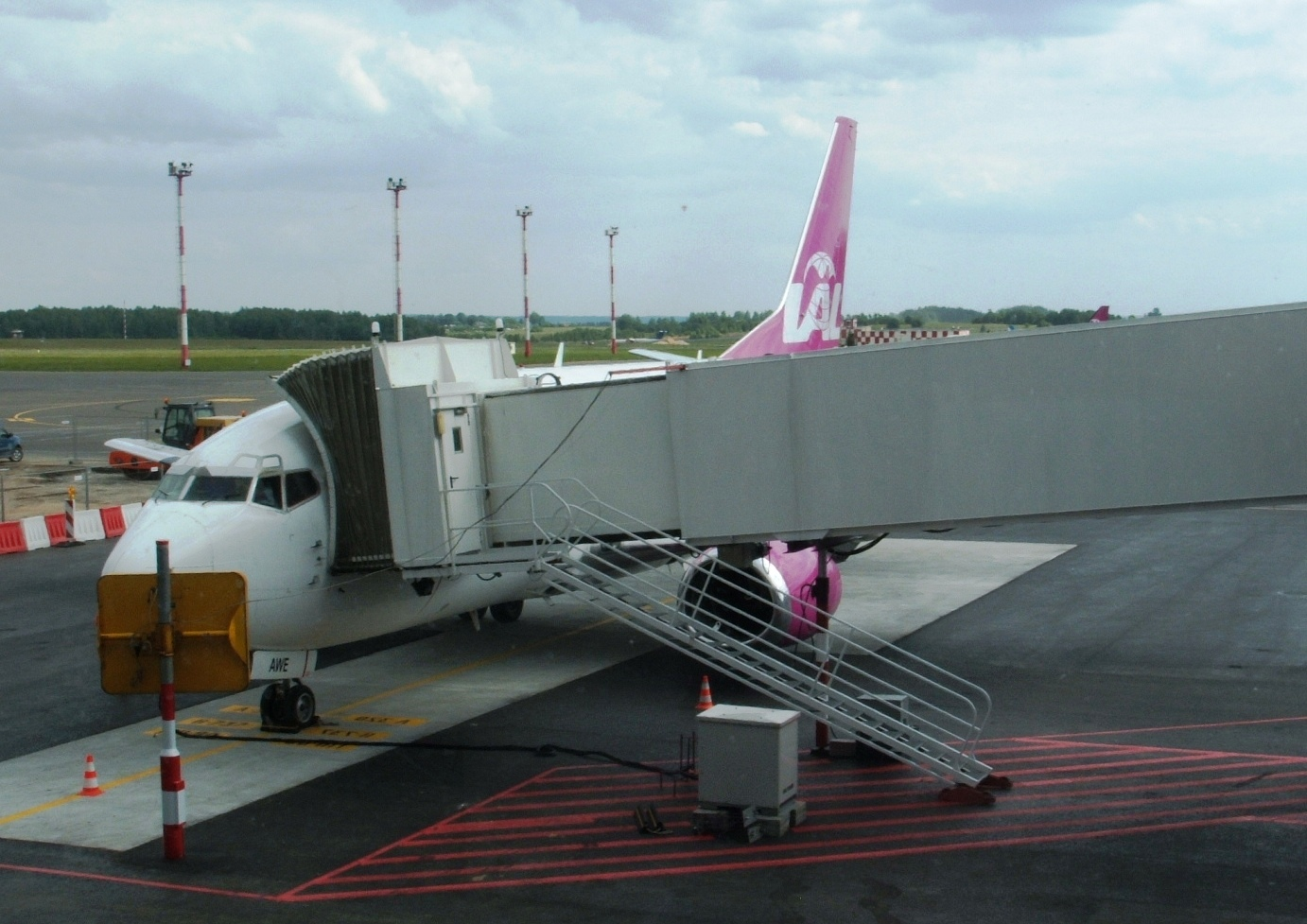
Samolot linii FlyLAL na wileńskim lotnisku
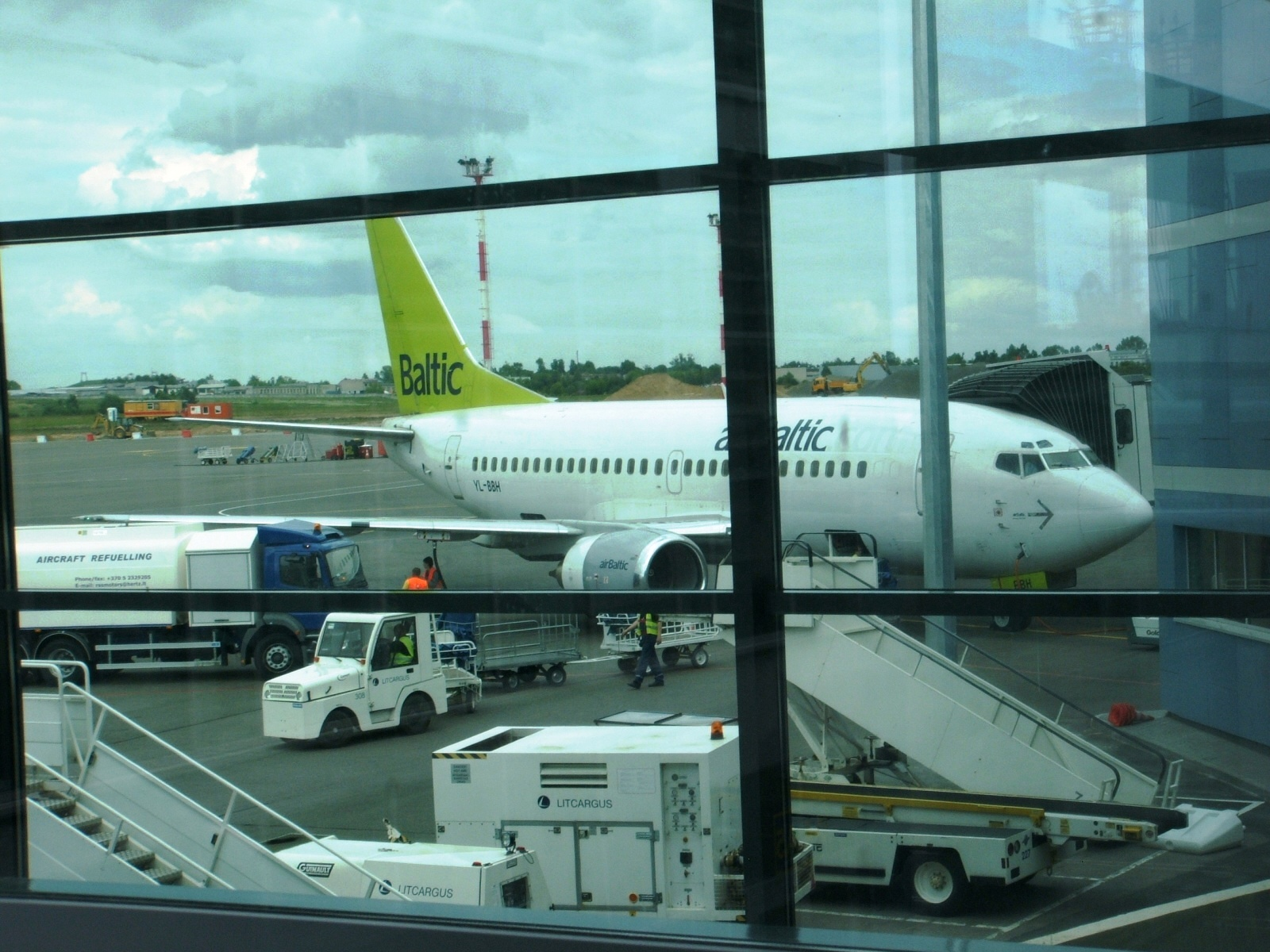
Samolot linii AirBaltic na wileńskim lotnisku
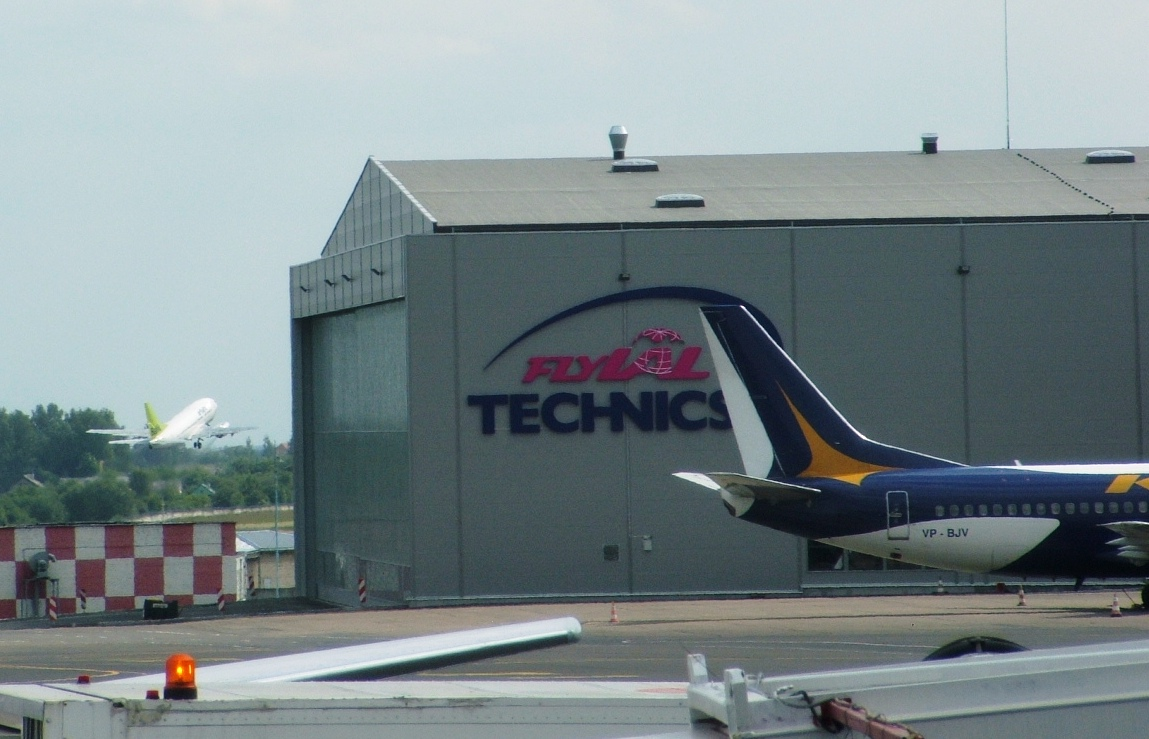
Hangar techniczny wileńskiego lotniska
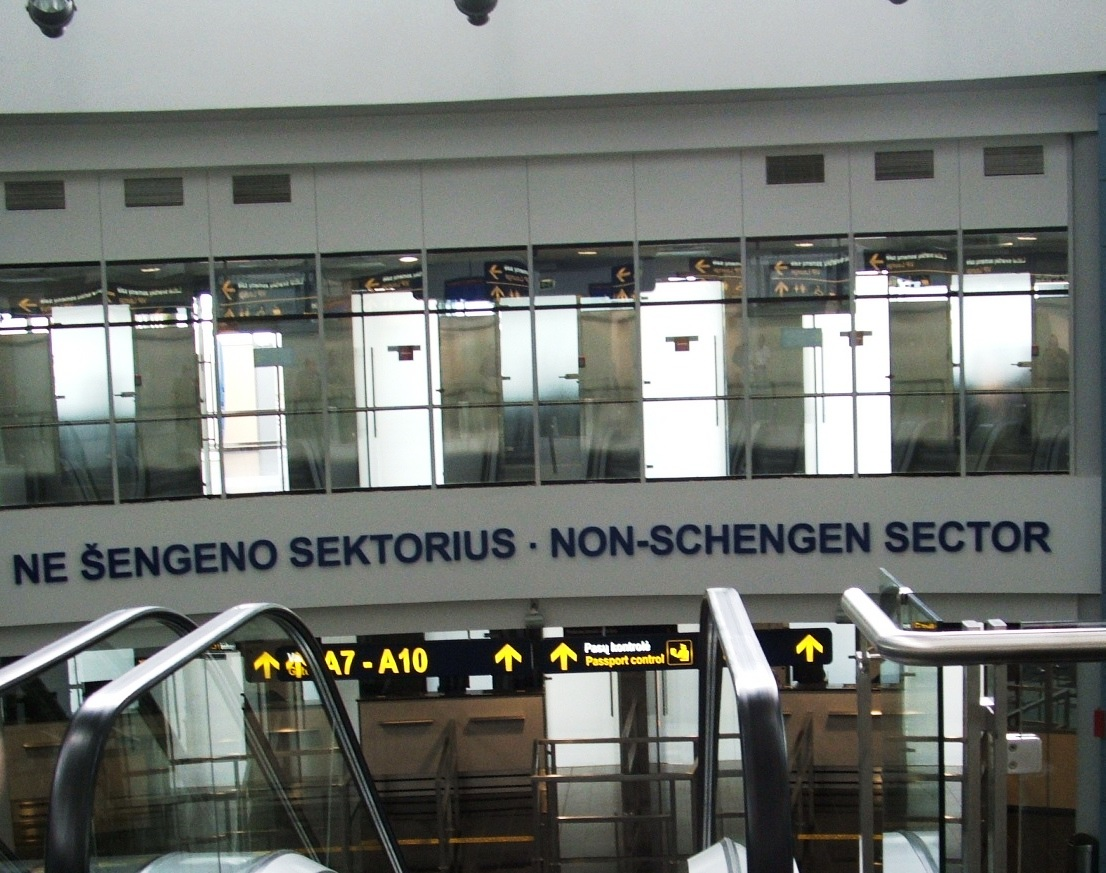
Sektor Non-Schengen na lotnisku
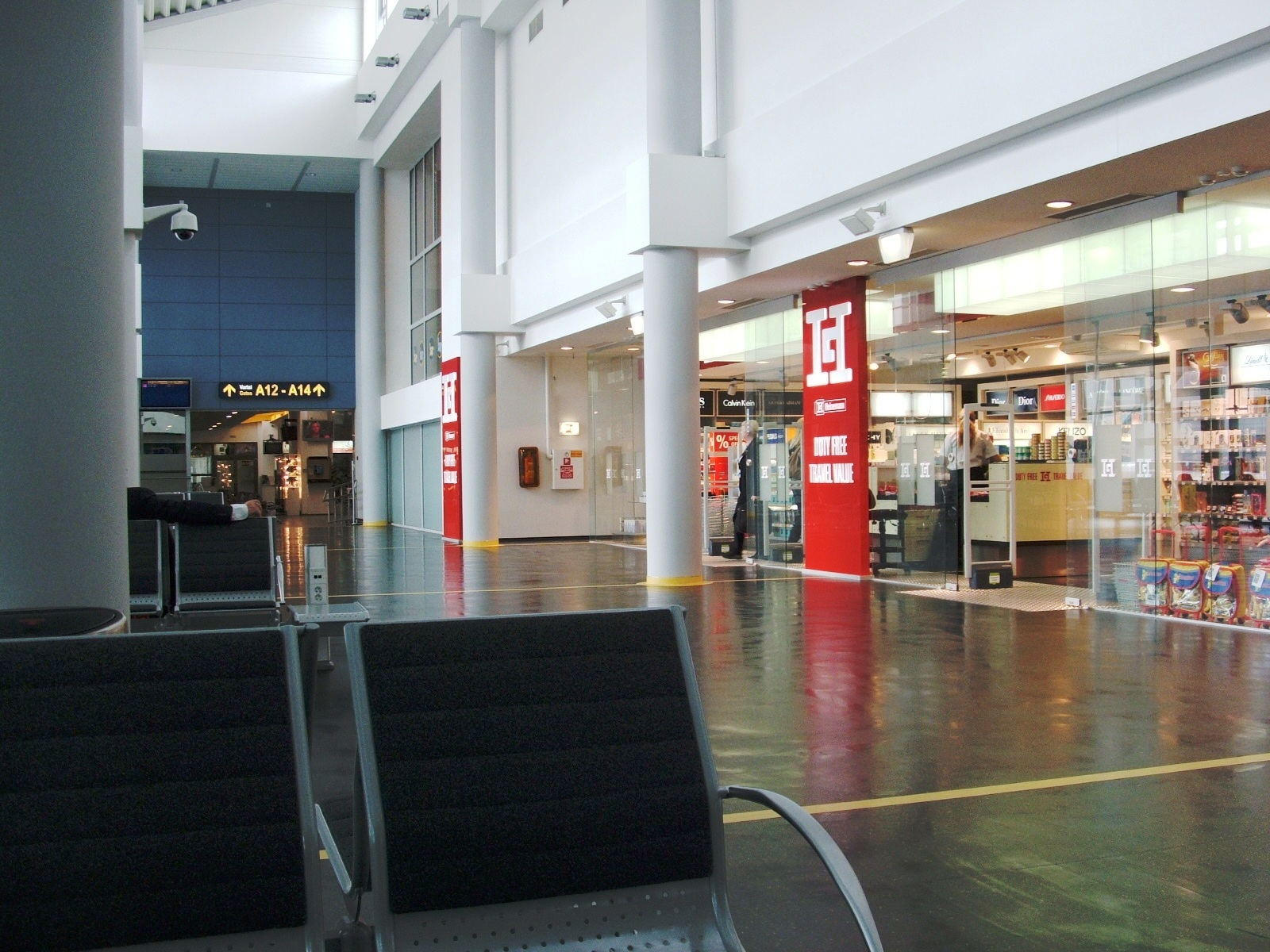
Sklep wolnocłowy na lotnisku
Stacja kolejowa przy lotnisku